# Bisu jezik
Bisu jezik (misu, mibisu, mbi, laopin, lawa, lua, pin; ISO 639-3: bzi), novopriznati jezik južne podskupine ngwi jezika, kojim govori još svega 240 ljudi u Kini (Xu 2005) i oko 1 000 u Tajlandu (1987 E. Purnell).
U Kini se govori u provinciji Yunnan, u osam sela: Mengzhe (okrug Menghai); Zhutang, Laba, Donglang i Fubang (autonomni okrug Lancang Lahu); Jingxin, Fuyan i Nanya (u okrugu Meglian Dai, Lahu i Va). Piše se tajskim pismom. Dijalekti: lanmeng, huaipa i dakao.
Etnička grupa Bisu u Tajland migrira iz Kine duž rijeke Mekong. U Tajlandu imaju dva sela